# Okrožno sodišče v Ljubljani
Okrožno sodišče v Ljubljani je okrožno sodišče Republike Slovenije s sedežem v Ljubljani, ki spada pod Višje sodišče v Ljubljani.
Pod to okrožno sodišče spadajo naslednja okrajna sodišča:
- Okrajno sodišče v Ljubljani
- Okrajno sodišče v Domžalah
- Okrajno sodišče v Grosupljem
- Okrajno sodišče v Kamniku
- Okrajno sodišče v Kočevju
- Okrajno sodišče v Cerknici
- Okrajno sodišče v Trbovljah
- Okrajno sodišče na Vrhniki
- Okrajno sodišče v Litiji